# Roning under sommer-OL 2020 - Toer uden styrmand (damer)
Damernes roning i Toer uden styrmand under Sommer-OL 2020 fandt sted den 24. juli - 29. juli 2021 i Sea Forest Waterway, der ligger i Tokyo Bay zonen. 26 roere fra 13 nationer deltog.

## Format
Der er i alt kvalificeret 13 mandskaber til konkurrencen, der bliver indledt med tre indledende heats med fire eller fem mandskaber i hvert heat. De tre bedste mandskaber fra hvert heat går til semifinalerne mens de resterende går til ét opsamlingsheat. I opsamlingsheatet går de tre bedste mandskaber videre til semifinalerne. I de to semifinaler går de tre bedste mandskaber til finalen mens de resterende seks mandskaber kommer i B finalen og ror om pladserne 7 – 12.

## Kvalifikation
Hver NOC kan kvalificere én båd i klassen.
| Kvalifikation                            | Dato                           | Vært    | Pladser | Kvalificeret |
| ---------------------------------------- | ------------------------------ | ------- | ------- | --- |
| VM i roning 2019                         | 25. august – 1. september 2019 | Østrig  | 11      | Australien · Canada · Spanien · New Zealand · USA · Italien · Rumænien · Irland · Kina · Storbritannien · Grækenland |
| Afsluttende Kvalifikationsturnering 2020 | 17.–19. maj 2020               | Schweiz | 2       | |
| Total                                    |                                |         | 13      | |

## Tidsplan
Nedenstående tabel viser tidsplanen for afvikling af konkurrencen.
Alle tider er japansk standard tid(UTC+9)
| Dato                  | Tid   | Runde            |
| --------------------- | ----- | ---------------- |
| Lørdag 24. juli 2021  | 9:20  | Heats            |
| Søndag 25. juli 2021  | 9:50  | Opsamling        |
| Onsdag 28. juli 2021  | 12:20 | Semifinaler A/B* |
| Torsdag 29. juli 2021 | 8:40  | Finale B*        |
| Torsdag 29. juli 2021 | 9:30  | Finale A         |

* Event er blev omplanlagt.

## Resultater

### Heat 1
| Placering | Bane | Roer                             | Nation     | Tid     | Noter     |
| --------- | ---- | -------------------------------- | ---------- | ------- | --------- |
| 1         | 4    | Caileigh Filmer Hillary Janssens | Canada     | 7:18.34 | Q         |
| 2         | 2    | Adriana Ailincăi Iuliana Buhuș   | Rumænien   | 7:20.36 | Q         |
| 3         | 3    | Kiri Tontodonati Aisha Rocek     | Italien    | 7:22.79 | Q         |
| 4         | 1    | Megan Kalmoe Tracy Eisser        | USA        | 7:26.95 | Opsamling |
| 5         | 5    | Maria Kyridou Christina Bourmpou | Grækenland | 7:33.94 | Opsamling |

### Heat 2
| Placering | Bane | Roer                                  | Nation                    | Tid     | Noter     |
| --------- | ---- | ------------------------------------- | ------------------------- | ------- | --------- |
| 1         | 3    | Jessica Morrison Annabelle McIntyre   | Australien                | 7:21.75 | Q         |
| 2         | 1    | Vasilisa Stepanova Elena Oriabinskaia | Ruslands Olympiske Komité | 7:23.39 | Q         |
| 3         | 2    | Helen Glover Polly Swann              | Storbritannien            | 7:23.98 | Q         |
| 4         | 4    | Huang Kaifeng Liu Jinchao             | Kina                      | 7:45.55 | Opsamling |

### Heat 3
| Placering | Bane | Roer                               | Nation      | Tid     | Noter     |
| --------- | ---- | ---------------------------------- | ----------- | ------- | --------- |
| 1         | 2    | Grace Prendergast Kerri Gowler     | New Zealand | 7:19.08 | Q         |
| 2         | 3    | Hedvig Rasmussen Fie Udby Erichsen | Danmark     | 7:22.86 | Q         |
| 3         | 1    | Aina Cid Virginia Díaz Rivas       | Spanien     | 7:23.14 | Q         |
| 4         | 4    | Aileen Crowley Monika Dukarska     | Irland      | 7:24.71 | Opsamling |

### Opsamlingsheat
| Placering | Bane | Roer                             | Nation     | Tid     | Noter |
| --------- | ---- | -------------------------------- | ---------- | ------- | ----- |
| 1         | 4    | Maria Kyridou Christina Bourmpou | Grækenland | 7:28.00 | Q     |
| 2         | 1    | Megan Kalmoe Tracy Eisser        | USA        | 7:29.87 | Q     |
| 3         | 2    | Aileen Crowley Monika Dukarska   | Irland     | 7:31.99 | Q     |
| 4         | 3    | Huang Kaifeng Liu Jinchao        | Kina       | 7:45.17 |       |

### Semifinale 1
| Placering | Bane | Roer                                | Nation         | Tid        | Noter |
| --------- | ---- | ----------------------------------- | -------------- | ---------- | ----- |
| 1         | 6    | Maria Kyridou Christina Bourmpou    | Grækenland     | 6:48.70 WB | FA    |
| 2         | 2    | Helen Glover Polly Swann            | Storbritannien | 6:49.39    | FA    |
| 3         | 3    | Caileigh Filmer Hillary Janssens    | Canada         | 6:49.46    | FA    |
| 4         | 4    | Jessica Morrison Annabelle McIntyre | Australien     | 6:49.82    | FB    |
| 5         | 1    | Aileen Crowley Monika Dukarska      | Irland         | 7:06.07    | FB    |
| 6         | 5    | Hedvig Rasmussen Fie Udby Erichsen  | Danmark        | 7:08.44    | FB    |

### Semifinale 2
| Placering | Bane | Roer                                  | Nation                    | Tid        | Noter |
| --------- | ---- | ------------------------------------- | ------------------------- | ---------- | ----- |
| 1         | 4    | Grace Prendergast Kerri Gowler        | New Zealand               | 6:47.41 WB | FA,   |
| 2         | 5    | Vasilisa Stepanova Elena Oriabinskaia | Ruslands Olympiske Komité | 6:50.24    | FA    |
| 3         | 6    | Aina Cid Virginia Díaz Rivas          | Spanien                   | 6:50.63    | FA    |
| 4         | 3    | Adriana Ailincăi Iuliana Buhuș        | Rumænien                  | 6:58.55    | FB    |
| 5         | 1    | Megan Kalmoe Tracy Eisser             | USA                       | 7:02.52    | FB    |
| 6         | 2    | Kiri Tontodonati Aisha Rocek          | Italien                   | 7:04.52    | FB    |

### Finale B
| Placering | Bane | Roer                                | Nation     | Tid     | Noter |
| --------- | ---- | ----------------------------------- | ---------- | ------- | ----- |
| 7         | 3    | Jessica Morrison Annabelle McIntyre | Australien | 6:56.46 |       |
| 8         | 6    | Hedvig Rasmussen Fie Udby Erichsen  | Danmark    | 6:59.48 |       |
| 9         | 4    | Adriana Ailincăi Iuliana Buhuș      | Rumænien   | 7:01.02 |       |
| 10        | 2    | Megan Kalmoe Tracy Eisser           | USA        | 7:02.16 |       |
| 11        | 5    | Aileen Crowley Monika Dukarska      | Irland     | 7:02.22 |       |
| 12        | 1    | Kiri Tontodonati Aisha Rocek        | Italien    | 7:04.46 |       |

### Finale A
| Placering                        | Bane | Roer                                  | Nation                    | Tid     | Noter |
| -------------------------------- | ---- | ------------------------------------- | ------------------------- | ------- | ----- |
| 1                                | 4    | Grace Prendergast Kerri Gowler        | New Zealand               | 6:50.19 |       |
| 2. plads, sølvmedaljemodtager(e) | 5    | Vasilisa Stepanova Elena Oriabinskaia | Ruslands Olympiske Komité | 6:51.45 |       |
| 3                                | 1    | Caileigh Filmer Hillary Janssens      | Canada                    | 6:52.10 |       |
| 4                                | 2    | Helen Glover Polly Swann              | Storbritannien            | 6:54.96 |       |
| 5                                | 3    | Maria Kyridou Christina Bourmpou      | Grækenland                | 6:57.11 |       |
| 6                                | 6    | Aina Cid Virginia Díaz Rivas          | Spanien                   | 7:00.05 |       |